# Хомутовка (Курська область)
Хомутовка — селище міського типу, адміністративний центр Хомутовського району Курської області Російської Федерації.

## Географія

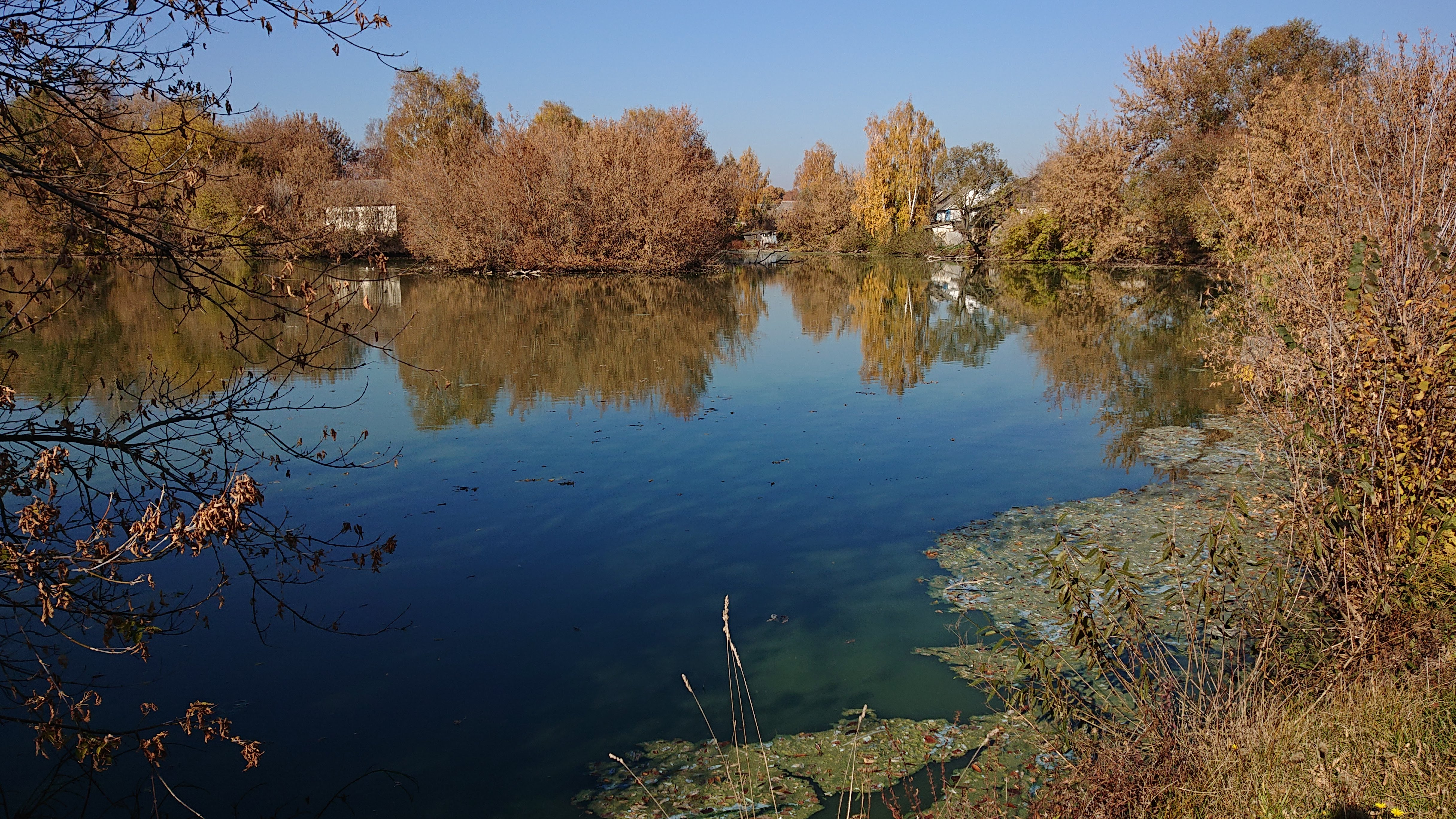
селище Хомутовка восени

Селище розташоване за 56 км на південний захід від залізничної станції Дмитрієв-Льговський (на лінії Брянськ-Льгов) і за 116 км від Курська.
За 5 км від селища проходить автошлях Орел — Київ (2 км) примикає до автомагістралі М-3 «Україна».

## Історія
Згадується з 1686 року як новозаселена слобідка; первісна назва — Комарицький Пагорб, пізніше село Сокілля, Соколівка. Входила до Чемлизького табору Комарицької волості, пізніше (до 1770-х рр.) — в Севському повіті. Назва Хомутовка, нарівні з Соколівкою, використовується з першої половини XVIII століття.
Указом імператора Павла I село Соколівка було передано принцесі Бірон та її численним родичам. Після Біронів власницею (вже Хомутовки) була Ольга Костянтинівна Бріскорн, потім її дочка Єлизавета Федорівна Левшина, потім (на рубежі XIX—XX ст.) разом володіли онука Ольга Олексіївна Левшина-Шауфус (дружина Дмитра Шенберг-Ек-Шауфуса), онук Дмитро Олексійович Льовшин та правнук Дмитро Федорович Льовшин.
[джерело?]
Статус селища міського типу — з 1967 року.

## Пам'ятки
Збереглася садиба Левшиних — пам'ятка архітектури XVIII століття (садибний будинок-палац у дусі "петровського бароко, старовинний парк).

## Галерея

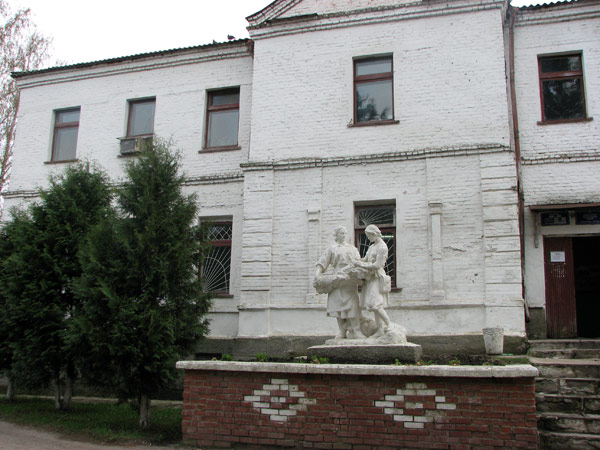
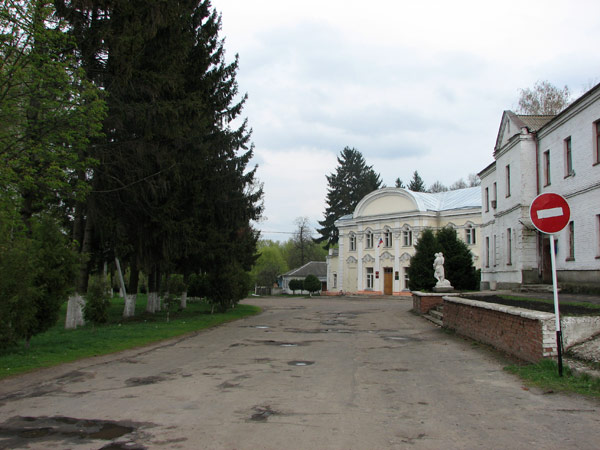
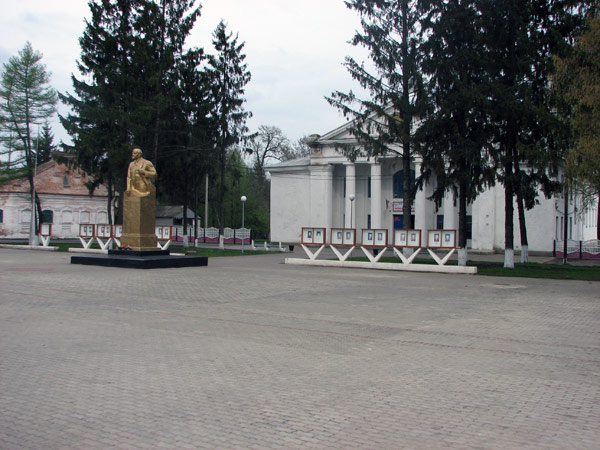
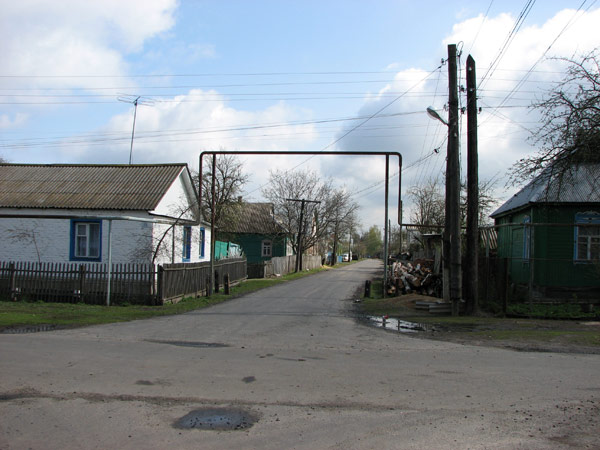
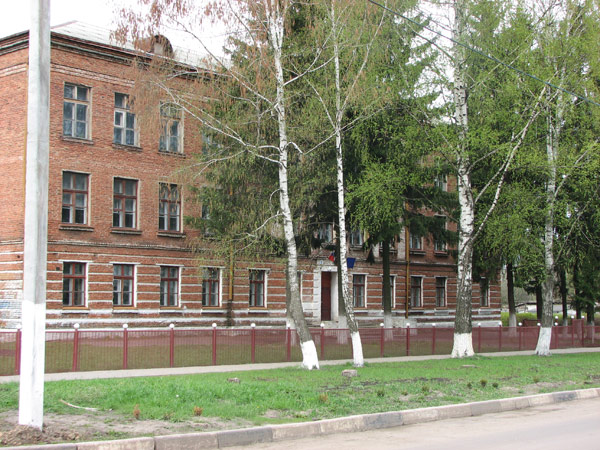
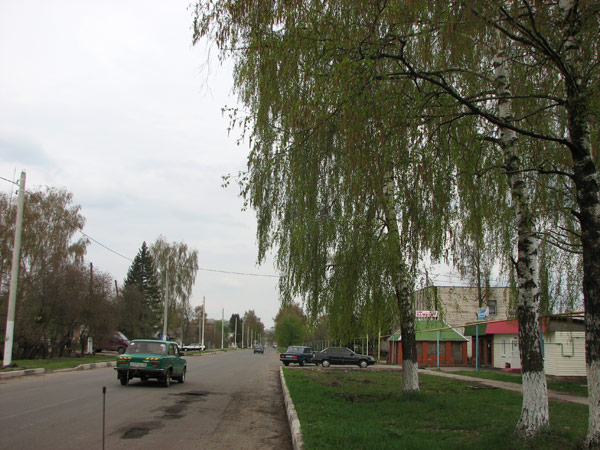
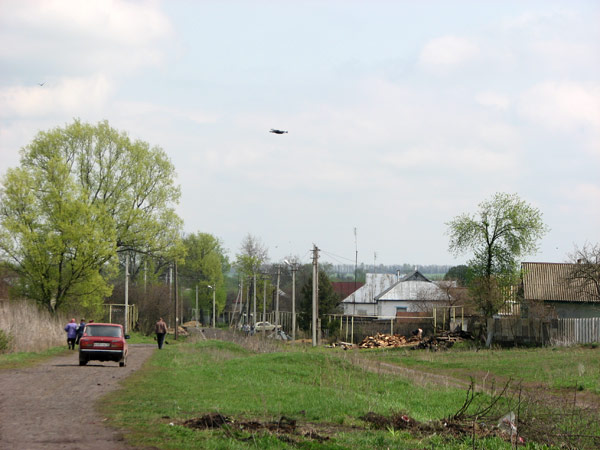

## Населення
| Чисельність населення | Чисельність населення | Чисельність населення | Чисельність населення | Чисельність населення | Чисельність населення | Чисельність населення | Чисельність населення | Чисельність населення | Чисельність населення | Чисельність населення | Чисельність населення | Чисельність населення | Чисельність населення | Чисельність населення | Чисельність населення | Чисельність населення | Чисельність населення |
| 1939                  | 1959                  | 1970                  | 1979                  | 1989                  | 2002                  | 2009                  | 2010                  | 2012                  | 2013                  | 2014                  | 2015                  | 2016                  | 2017                  | 2018                  | 2019                  | 2020                  | 2021                  |
| --------------------- | --------------------- | --------------------- | --------------------- | --------------------- | --------------------- | --------------------- | --------------------- | --------------------- | --------------------- | --------------------- | --------------------- | --------------------- | --------------------- | --------------------- | --------------------- | --------------------- | --------------------- |
| 2182                  | ↗2647                 | ↗3990                 | ↗4953                 | ↗5578                 | ↘5050                 | ↘4516                 | ↘4230                 | ↘4118                 | ↘4000                 | ↘3897                 | ↘3731                 | ↘3634                 | ↘3579                 | ↘3536                 | ↘3477                 | ↘3416                 | ↘3407                 |